# 임상현 (가수)
임상현(1997년 3월 7일 ~ )는 대한민국의 가수다. 2021년 디지털 싱글 앨범 [비가 오던 밤]으로 정식 데뷔했다.

## 방송
- 빌드업 : 보컬 보이그룹 서바이벌 (2024) - Top30

## 수상
- 제28회 유재하 음악경연대회 동상 (2017)